# West Farms Square – East Tremont Avenue
West Farms Square – East Tremont Avenue – stacja metra nowojorskiego, na linii 2 i 5. Znajduje się w dzielnicy Bronx, w Nowym Jorku i zlokalizowana jest pomiędzy stacjami East 180th Street i 174th Street. Została otwarta 26 listopada 1904.